# Provincia de Bocas del Toro
Bocas del Toro es una provincia de Panamá y su capital es la ciudad homónima de Bocas del Toro. Tiene una extensión de 3,037 km², una población de 170 320 habitantes (2018) y sus límites: al norte con el mar Caribe, al sur con la provincia de Chiriquí, al este y sureste con la comarca Ngäbe-Buglé, al oeste con la comarca Naso Tjër Di, al noroeste con la provincia de Limón de Costa Rica y al suroeste con la provincia de Puntarenas de Costa Rica.

## Toponimia
De plano están quienes afirman con vehemencia que el último cacique en habitar esa región, de carácter fuerte e incansable luchador, era conocido como "Boca Toro". Es costumbre en Panamá decir que todos los topónimos descienden de la existencia de un supuesto cacique indígena.
Otros aseguran que durante su cuarto y último viaje, el almirante Cristóbal Colón quien estuvo la mayoría del tiempo postrado en cama debido a una visión deficiente y aunado a la posible fiebre reumática, navegó con sus dos Carabelas hacia una amplia entrada de agua circular, la bahía de "Carabaro", llamada así por los indígenas, hoy rebautizada en su honor como bahía de Almirante.

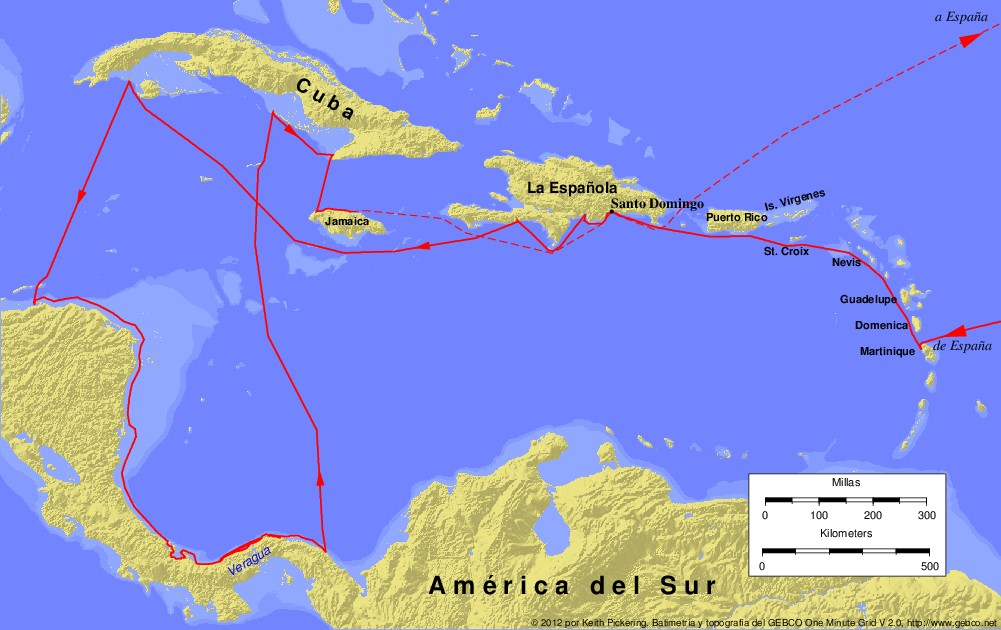
Cuarto viaje de Cristóbal Colón en el mar Caribe.

El 6 de octubre de 1502, según navegaba con su tripulación desde el mar Caribe rumbo a la isla Carenero para hacer reparaciones de la carenera (composturas del casco) en una de sus naves debido a las fuertes tormentas desatadas a lo largo de la costa y abastecerse de víveres en la vecina isla Bastimentos, Colón divisó un peñasco, el cual presenta la forma de un “toro acostado con la boca abierta”.
Esto podría explicar algunos nombres de las islas caribeñas Bastimentos y Carenero, que significan abastecimiento y carenar, respectivamente.
Una variante de lo anterior indica que, al hacer la entrada del mar hacia tierra firme las inmensas olas que golpean los peñascos en la isla Bastimentos (mismos que son de origen volcánico) asemejan el sonido de un toro bramando con gran fuerza.

## Historia

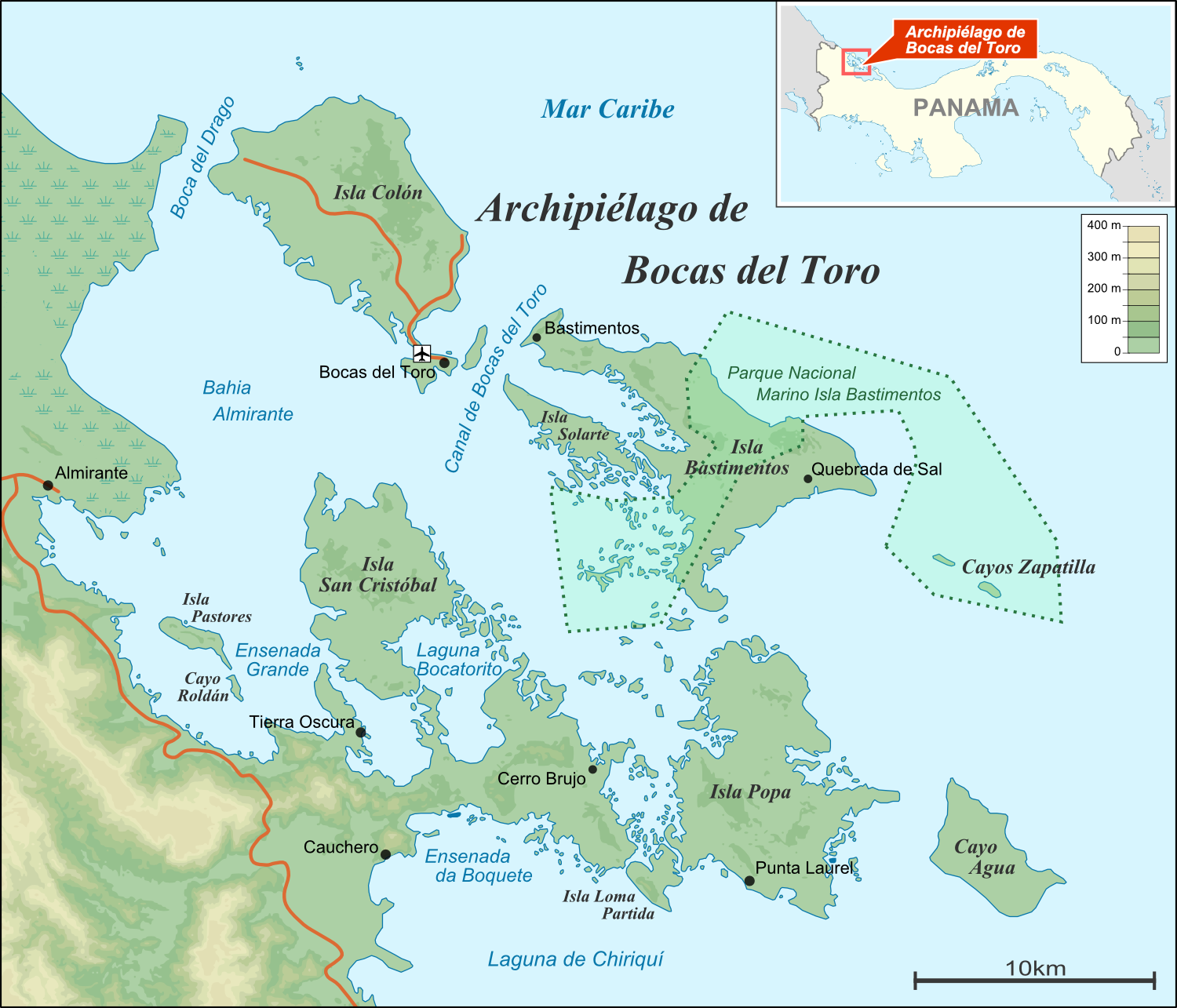
Archipiélago de Bocas del Toro.

### Conquista y colonización española
Los europeos llegaron por primera vez a este territorio el 6 de octubre de 1502, durante el cuarto viaje del almirante Colón a América. Desde la época colonial, a partir de dicha fecha, fue parte de la gobernación de Veraguas, en 1537 fue parte de la Veragua Real y en 1540 quedó dentro de la Provincia de Nueva Cartago y Costa Rica, cuyos territorios se extendían hasta el este de Honduras.
Se intentaron fundar poblados, pero éstos no duraron más que meses. En 1540 se fundó el poblado de Badajoz, a orillas del río Sixaola, pero fue destruido. En 1560, en la bahía de Almirante se fundó la villa de Castillo de Austria, pero fue abandonada al año siguiente por su ubicación inhóspita y malsana. En 1577, se fundó en las orillas del río Cricamola la Ciudad de Artieda del Nuevo Reino de Navarra, que quedó bajo jurisdicción de la nueva provincia de Costa Rica, pero fue abandonada al año siguiente por las mismas razones.
En 1605 fue fundada en el margen sur del Sixaola, la efímera Santiago de Talamanca por el conquistador Diego de Sojo y Peñaranda, y tuvo cierta prosperidad llegando a ser capital de la nueva provincia de Duy y Mexicanos en 1610, que se extendía desde el Sixaola hasta la isla Escudo de Veraguas, pero en ese mismo año una rebelión indígena encabezada por los cabécar que terminó en una masacre, obligó al abandono de la ciudad y la disolución de Duy y Mexicanos.

### Frontera
Durante el siglo XIX, la zona de Bocas del Toro quedó inmersa en una disputa fronteriza entre Costa Rica y Colombia, debido a interpretaciones de la Real Cédula de 1803, que traspasaba la jurisdicción de Mosquitia hasta Escudo de Veraguas, del virreinato de Nueva España al Virreinato de Nueva Granada. Con la independencia del istmo de Panamá (y su posterior adhesión a la Gran Colombia) y el surgimiento de la República Federal de Centro América, la disputa por Bocas del Toro se hizo más evidente.
En 1836, temiendo la creciente influencia inglesa en el Caribe, Centroamérica proclamó la autoridad en la isla de Bocas de Toro y nombró a Juan Galindo para el establecimiento del distrito de Morazán. No obstante, la República de la Nueva Granada envió dos buques y un destacamento para expulsar a las fuerzas centroamericanas, lográndolo el 18 de diciembre, sin ninguna acción militar. Costa Rica protestó por la acción, considerándolo como una «usurpación», pero temiendo el poderío militar neogranadino se abstuvo de tomar acciones hasta la Separación de Panamá de Colombia en 1903, y permaneció como un reclamo fronterizo.
El 26 de mayo de 1837, la Nueva Granada denominó a Bocas del Toro como un cantón de la provincia de Veragua y en 1843 fue renombrado como territorio nacional, con beneficios tributarios y atribuciones sociopolíticas especiales. En 1850 fue abolido el territorio y fue anexado a la provincia de Chiriquí (luego departamento de Chiriquí). En 1855, el archipiélago de Bocas del Toro, la laguna de Chiriquí y algunos caseríos en el continente fueron agrupados en la comarca de Bocas del Toro hasta 1894, cuando fue convertido en distrito de la provincia de Colón
Pocos días después de la separación de Panamá de Colombia, el 16 de noviembre de 1903, se promovió a Bocas del Toro como provincia de la nueva República de Panamá.
Durante la guerra de Coto fuerzas costarricenses recuperaron brevemente la provincia, llegando hasta la ciudad de Almirante, donde el 6 de marzo se preparaban los últimos detalles para tomar la capital de la provincia, situada en un extremo de la isla Colón, y que aún permanecía bajo control panameño, cuando llegó la noticia de que la lucha había terminado mediante la imposición del fallo White de 1914. Por esa razón los soldados costarricenses concentrados en Almirante fueron trasladados a la vecina provincia de Limón, terminando la ocupación costarricense de Bocas del Toro.
En 1991, un terremoto de escala 7,6 MW azotó Bocas del Toro y la vecina Costa Rica, causando 79 muertos, 1061 heridos y numerosos daños estructurales.
Mediante la Ley n.º 10 de 7 de marzo de 1997 más de la mitad de su territorio fue asignado a la comarca Ngäbe-Buglé, según fuera impreso en la Gaceta Oficial #23,242 publicada en 11 de marzo de 1997.

### Cronología de Desastres naturales
- 22 de abril de 1991 un violento terremoto sacudió la región.
- Enero 2005 inundaciones.
- En 2007 la empresa estatal Petroterminal de Panamá tuvo un episodio negligente de derrame de petróleo crudo en las costas de la provincia, causando daños severos en la flora y fauna. El petróleo llegó hasta las costas de la laguna de Chiriquí.
- En noviembre de 2008 un frente frío azotó la provincia provocando inundaciones y muchos damnificados.

## Geografía

### Relieve
La provincia de Bocas del toro se caracteriza por su relieve litoral largo y accidentado. Su geografía es irregular, contando con zonas de humedales (San San-Pond Sak), manglares y un archipiélago de islas. Todos su distritos tienen acceso al Mar Caribe.
Entre los sistemas montañosos destacan:
- Cordillera de Talamanca, en Panamá se conoce como Cordillera Central.
- Cerro Fábrega, 3,335 m s. n. m., ubicado dentro en la Cordillera Central.
- Cerro Itamut, 3279 m s. n. m., cerro fronterizo con Costa Rica dentro de la Cordillera Central.
- Cerro Pando, 2,468 m s. n. m., ubicado dentro en la Cordillera Central.
- Filo de Riscó

### Hidrografía
Todos sus ríos desembocan en la vertiente atlántica, entre los principales tiene:

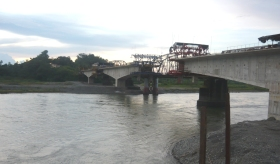
Río Changuinola, a la derecha el puente del mismo nombre

- Río Changuinola, corre a lo largo del distrito del mismo nombre.
- Río Teribe, afluente principal del Río Changuinola.
- Río Sixaola, río fronterizo con la República de Costa Rica.
- Río San San, río que atraviesa el humedal del mismo nombre.
- Río Yorkin, afluente del Río Sixaola.
- Quebrada Nigüa, quebrada caudalosa que corre por la parte sur de la Ciudad de Almirante.
- Quebrada Cedro o Cedar Creek en inglés, corre a lo largo de la Ciudad de Almirante.
- Big Creek, principal fuente de agua para la Isla Colón.

### Áreas protegidas

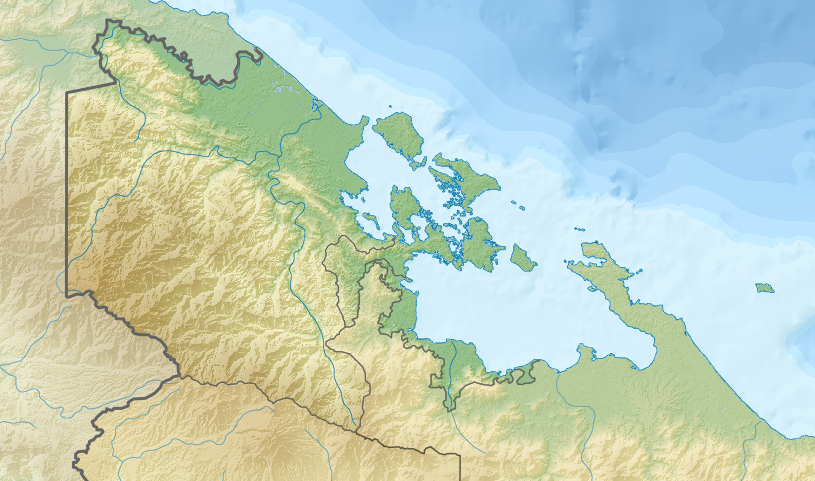
Mapa físico de Bocas del Toro.

Entre los objetivos principales del Ministerio de Ambiente están el definir, elaborar e implementar políticas y normas de manejo y conservación de las áreas protegidas, la vida silvestre, la biodiversidad, el patrimonio natural, cultural y los servicios ambientales a fin de garantizar el aprovechamiento racional de los recursos naturales y desarrollo sostenible, cumplir con los compromisos internacionales por medio de la protección, integración, conservación y utilización de la biodiversidad en el marco de las prioridades del desarrollo económico y social ambiental que son competencia de la institución. Por ello la ANAM incluye dentro de su listado las siguientes.

| Nombre del área          | Categoría de manejo                  | Superficie (has)          | Creado en           | Norma de creación                               |
| ------------------------ | ------------------------------------ | ------------------------- | ------------------- | ----------------------------------------------- |
| Distrito: Bocas del Toro |                                      |                           |                     |                                                 |
| Isla Bastimentos         | Parque nacional Marino               | 13 226.0 (11 596 marinas) | sept. 2, 1988       | Resolución Junta Directiva INRENARE - JD-021-88 |
| Mimitimbi                | Reserva Hídrica Municipal            | 160                       | oct. 15, 1996       | Acuerdo o Resolución Municipal No.18            |
| Playa Bluff              | Reserva Municipal                    | 0,05                      | feb. 17, 1997       | Acuerdo o Resolución Municipal n.º 1            |
| Distrito: Changuinola    |                                      |                           |                     |                                                 |
| Palo Seco                | Bosque Protector                     | 125,000                   | sept. 28 de 1983    | Decreto Ejecutivo N.º 25                        |
| San San Pond Sak         | Humedal de Importancia Internacional | 16,125                    | 2 de agosto de 1994 | Resolución Junta Directiva INRENARE - JD-020-94 |
| La Amistad               | Parque Internacional                 | 196,650 en la provincia   | sept. 2, 1988       | Resolución Junta Directiva INRENARE - JD-022-88 |

## División administrativa

Distritos de la provincia de Bocas del Toro en 2020.

La provincia de Bocas del Toro está dividida en cuatro distritos y 40 corregimientos. El 8 de junio de 2015 se creó el nuevo distrito de Almirante, segregado del distrito de Changuinola.
| Distritos       | Fundación | Corregimientos | Cabecera de distrito |
| --------------- | --------- | --- | -------------------- |
| Almirante       | 2015      | Almirante, Bajo Culubre, Barriada Guaymí, Barrio Francés, Cauchero, Ceiba, Miraflores, Nance de Riscó, Valle de Aguas Arriba, Valle de Riscó                                                                      | Almirante            |
| Bocas del Toro  | 1903      | Bocas del Toro, Bastimentos, Boca del Drago, Punta Laurel, San Cristóbal, Tierra Oscura | Bocas del Toro       |
| Changuinola     | 1970      | Changuinola, Barriada 4 de Abril, Barranco Adentro, Finca 4, Finca 6, Finca 12, Finca 30, Finca 51, Finca 60, Finca 66, Guabito, La Mesa, El Empalme, El Silencio, Las Tablas, Las Delicias, Cochigro, La Gloria, | Changuinola          |
| Chiriquí Grande | 1903      | Chiriquí Grande, Bajo Cedro, Miramar, Punta Peña, Punta Robalo, Rambala | Chiriquí Grande      |

### Diputados
La provincia de Bocas del toro tiene una representación de 2 diputados en la Asamblea Nacional de Panamá.
| Diputado                   | Circuito | Partido |
| -------------------------- | -------- | ------- |
| Abel Beker                 | 1-1      | PRD     |
| Benicio "El Gato" Robinson | 1-1      | PRD     |

## Demografía
En 2018 Bocas del Toro contaba con una población de 170 320 habitantes según datos del Instituto Nacional de Estadística.

### Razas y etnias
- 63,6 % Chibchas (Americanos)[27]
- 26,5 % Mestizos
- 9,9 % Afropanameños[28]

Alrededor del 63,6 % de la población tiene ascendencia chibcha. Los mayores grupos étnicos son los ngäbes (57,3 %), los Buglés (2,1 %) y los Naso Tjerdi (2,9 %).

## Economía
Ciertamente la geografía y la cultura han influido las relaciones de producción en la provincia de Bocas del Toro:

### Agricultura
- Bananos

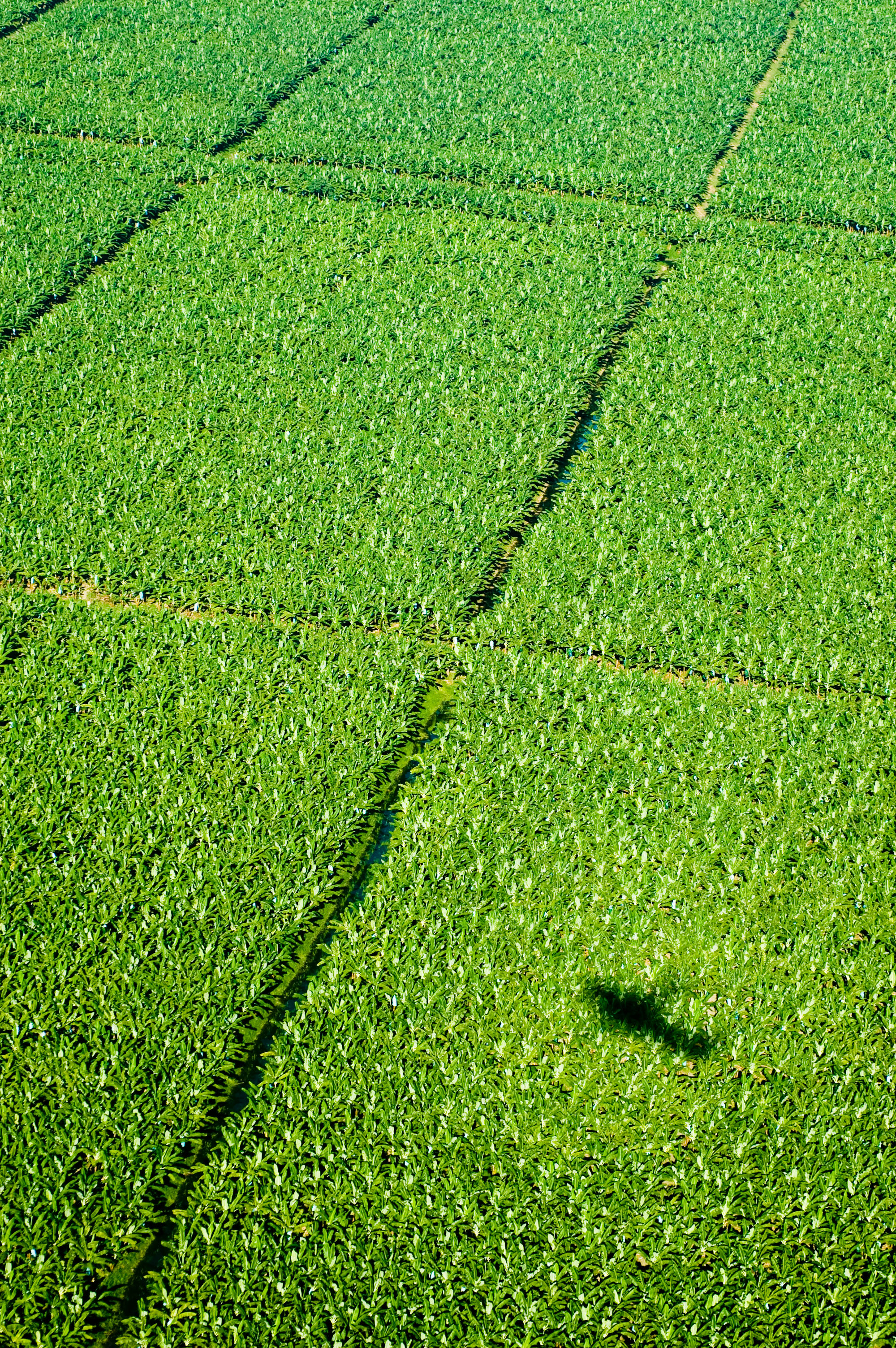
Cultivos de bananos en Bocas del Toro.

En el Distrito de Changuinola se encuentra un considerable número de fincas dedicadas a la producción y exportación del  banano por parte de la trasnacional Chiquita.
- Cacao

Aproximadamente hay 6,000 hectáreas de cacao sembradas, en su mayoría en el Distrito de Almirante.
- Plátano

El cultivo del plátano se da en grandes extensiones por poductores independientes del área de Las Tablas, Guabito y partes del Distrito de Chiriquí Grande.

### Turismo

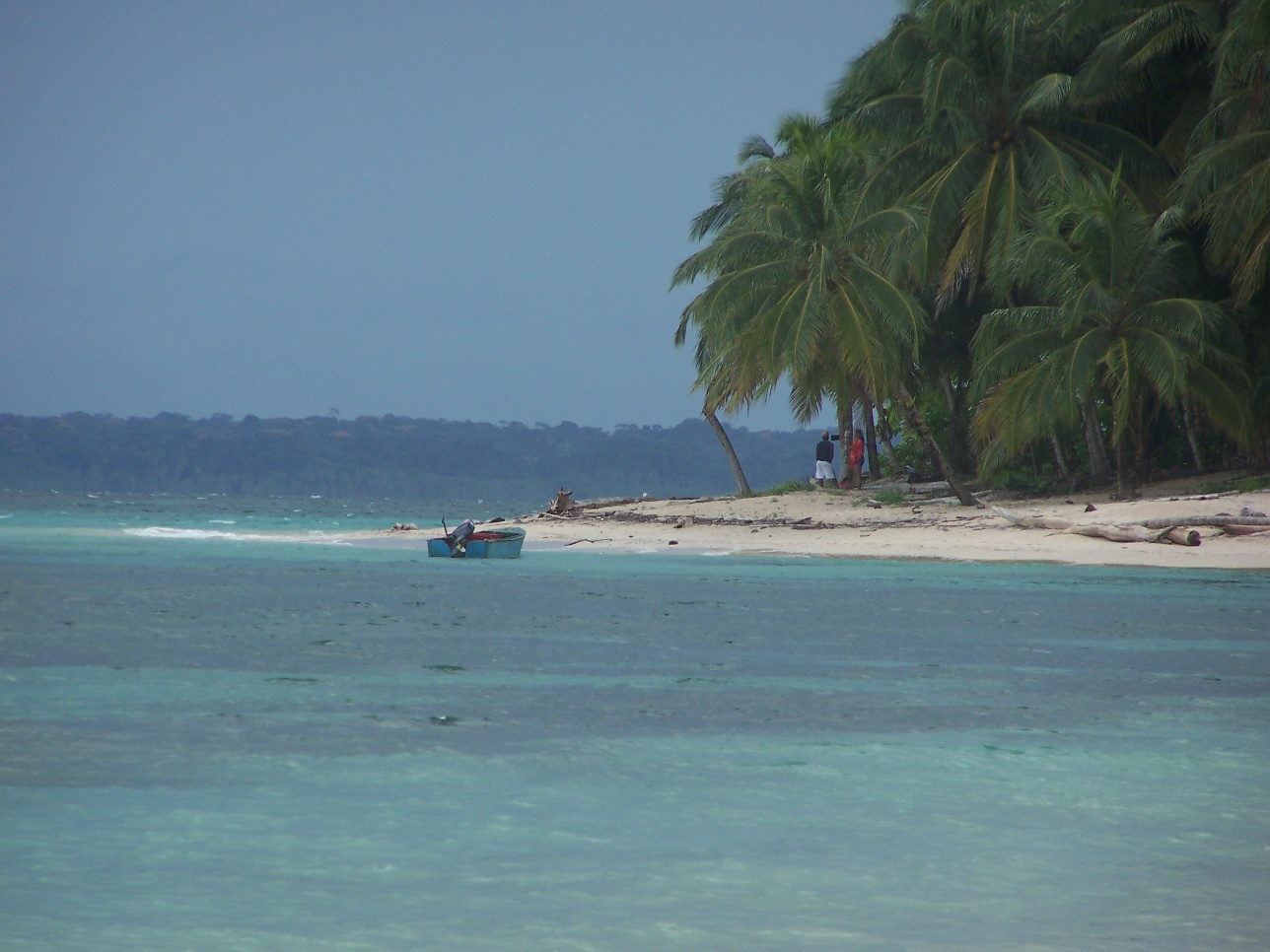
Cayo Zapatilla

- Servicios Turísticos en el archipiélago:

es una de las mayores fuentes de economía para la región insular de la provincia, y de subsistencia para sus habitantes, su impactante archipiélago enclavado en el Mar Caribe, que tiene una combinación de exóticas especies marinas, arrecifes de corales y playas de aguas turquesa-cristalinas, excelentes para los deportes acuáticos como surfear, bucear y pescar.
Entre sus playas más importantes tenemos: Playa Estrella en Bocas del Drago, Red Frog en Bastimentos, Isla Zapatilla y la Isla de los Pájaros.

## Cultura

### Bailes

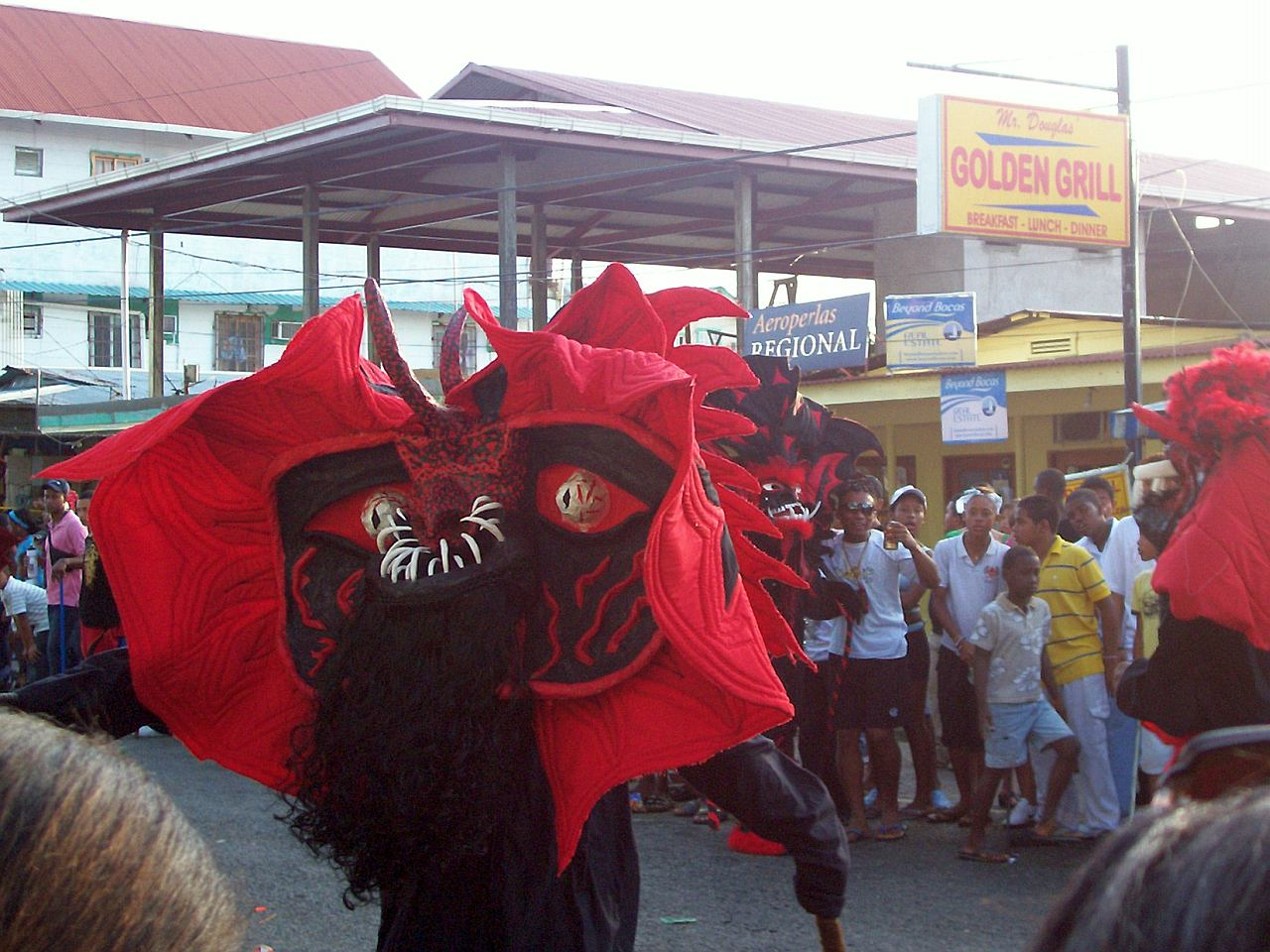
Baile del diablo en época de Carnaval en Isla Colón

Los principales bailes folklóricos son los de origen afro-antillano e indígena.
Los bocatoreños tienen muchos bailes distintivos los cuales bailan en parejas, y por lo general se dan cuando celebran algún cumpleaños o festividad especial.
Los bailes más destacados que podemos mencionar son el de las Cuadrillas Antillanas, el baile Calidonia, el Palo de Mayo; además bailan ritmos de soca y calipso.
Al bailar calidonia, polca  y cuadrilla antillana se usan vestidos de salón y en los ritmos calipso, congas y Palo de Mayo se llevan atuendos afroantillanos.

### Música
Además del famoso grupo The Beachers (formado por el pianista y arreglista Lloyd Gallimore), también figuran los destacados músicos Luis Russell (pianista, compositor, director de orquesta) y, por supuesto el 'monarca del calipso' Lord Cobra (compositor, cantante, ejecutante del ukelele).

### Letras
Oriundos de esta provincia panameña son los escritores José María Sánchez Borbón (cuentista), Tristán Solarte (novelista, poeta, cuentista), Consuelo Tomás (poetisa y cuentista), Eyra Harbar (poetisa) y Magali Almengor Araúz (cuentista) ganadora del Concurso de Literatura Infantil Medio Pollito 2004, en la categoría jóvenes y adultos, por su obra Thamy, la oruga; organizado por el INAC.

## Deporte
En la provincia se practica béisbol, fútbol y fue cuna de grandes boxeadores panameños;

Se destaca principalmente el equipo de béisbol de Bocas del toro, conocidos como los Tortugueros con sede en el Estadio Calvin Byron que participa en los Campeonatos de Béisbol Mayor, ha logrado tres títulos nacionales (1961, 2012 y 2014), y en la última década es serio contendiente al título.

El fútbol es organizado por la Liga Provincial y existe una liga recreativa indígena; los equipos que participan en el torneo provincial aspiran a participar en la Copa Rommel, equivalente a una tercera división del fútbol panameño.

En 1988, el Chirilanco FC, fue primer equipo fuera de la provincia de Panamá en participar en la Anaprof, primera división, en los 90 destacó el Inter de Guabito y, en los 2000, el Zona Libre FC, que participaron en segunda división de ANAPROF.